# ان مکلاولین کرولوگوس
ان مکلاولین کرولوگوس (انگلیسی: Ann McLaughlin Korologos؛ زادهٔ ۱۶ نوامبر ۱۹۴۱) یک سیاست‌مدار اهل ایالات متحده آمریکا است.